# La vita, a volte, è molto dura, vero Provvidenza?
La vita, a volte, è molto dura, vero Provvidenza? è un film del 1972, diretto da Giulio Petroni.
Il film ebbe un sequel dal titolo Ci risiamo, vero Provvidenza?, diretto da Alberto De Martino.

## Trama
Provvidenza è un cacciatore di taglie che dopo aver catturato il grosso e ingenuo Hurricane Kid inventa un modo ingegnoso per fare denaro: consegna la sua preda allo sceriffo del paese più vicino e poi la aiuta a fuggire in modo da poterla prendere nuovamente prigioniera e consegnarla alle autorità di un altro Stato incassando una nuova taglia. Un giorno il gioco si inverte perché Hurricane Kid cattura il suo cacciatore cercando di spacciarlo per sé e di incassare la relativa taglia.
Nella confusione generata dallo scambio finiscono entrambi nel carcere di Owensboro dove la loro identità viene accertata grazie all'intervento del colonnello-criminologo Mike Goodmorning. Ristabilita la verità Provvidenza incassa la taglia e se ne va mentre Hurricane Kid viene rinchiuso in carcere ma riesce a fuggire riunendosi al suo carceriere. I due, dopo aver affrontato una maldestra ladra e la banda del colonnello sudista Arthur James si accorgono che lo sceriffo di Owensboro ha pagato la taglia con dollari falsi.
Provvidenza recupera nuovi fondi battendo a biliardo un baro e Hurricane Kid nasconde i soldi della vincita nel campanile di una chiesa di comunità religiosa. Essa però è stata costruita abusivamente sul terreno di un privato intenzionato a demolirla. La demolizione disperde il denaro nascosto sulla comunità che grida al miracolo. Provvidenza riconosciuto nel proprietario del terreno il cugino di Calamity Jane ricercato in vari stati, lo cattura e se lo porta via legandolo insieme a un paio di componenti della banda di Arthur James e a un rassegnato Hurricane Kid.

## Produzione
Gli esterni del film furono girati nella piana di Camposecco, presso Camerata Nuova, e nelle campagne lungo la via Tiburtina, alla periferia di Roma, dove si trovava anche il villaggio western usato nelle scenografie.
In questo film, come nel successivo, Tomas Milian recitò con la sua voce.

## Distribuzione
Il film venne distribuito con i titoli alternativi: För hur många dollar som helst (Svezia); Life Is Tough, Eh Providence? (Stati Uniti d'America); Providenza - Mausefalle für zwei schräge Vögel (Germania Ovest); On m'appelle Providence (Francia); Providensa - petturi vai pyhimys (Finlandia).